# Allegro (treno)
Allegro è un collegamento ferroviario ad alta velocità operante tra San Pietroburgo, nella Russia europea, ed  Helsinki, in Finlandia. Il servizio è attivo dal 10 dicembre 2010 e collega le due città in circa 3 ore e mezzo, avendo ridotto notevolmente i precedenti tempi di percorrenza che si attestavano sulle 5/6 ore.
La denominazione del convoglio, basato sulla tecnologia del Pendolino e Nuovo Pendolino, si ispira al movimento musicale Allegro.
Il treno è stato interrotto nel 2022 nel frangente della guerra tra Russia e Ucraina (l'ultimo convoglio è giunto a destinazione in Finlandia la domenica del 27 marzo).

## Storia
Il viaggio inaugurale ha ospitato a bordo la presidente finlandese Tarja Halonen e l'allora primo ministro della Federazione Russa Vladimir Putin.